# Rat Island (New York)
Rat Island is een klein eiland gelegen in City Island Harbor tussen City Island en Hart Island in de borough The Bronx van New York. De oppervlakte van het eiland bedraagt ongeveer één hectare, maar deze wordt door de getijden beïnvloed. Op het eiland bevinden zich geen gebouwen en het gehele eiland is in privaat bezit.
Rat Island bestaat uit een bedrock van schist en door het eiland loopt een geul die tijdens hoogtij onder water loopt en bekendstaat onder de naam "Devil's Path". Op Rat Island bevindt zich op wat rietstengels na geen begroeiing.

## Etymologie
De afkomst van de naam is onzeker. Volgens een legende is het eiland vernoemd naar uit de gevangenis op Hart Island ontsnapte gevangen, die bij het eiland een tussenstop maakten om uit te rusten. Die gevangenen werden rats (ratten) genoemd. Het eiland verscheen echter onder zijn naam op een kaart in 1851 toen de gevangenis nog niet bestond.

## Geschiedenis
Rat Island werd op 14 november 1654 door de Siwanoy, een indianenstam, aan Thomas Pell verkocht samen met een aantal andere eilanden. In de 19e eeuw stond op het eiland mogelijk het "Pelham pesthouse", dat diende om mensen met de gele koorts onder quarantaine te plaatsen, maar volgens lokale historici is dat onwaarschijnlijk. Rat Island kwam later in het bezit van de families Delancy en Hunter. In 1888 kocht de stad New York het eiland voor de aanleg van het Pelham Bay Park. Rond die tijd woonde een man genaamd Gilbert Horton op het eiland. Zijn huis werd in 1893 gesloopt.
Op 17 november 1908 werd H. A. Parmentier, een tandarts en lid van de Mount Vernon Club, eigenaar van het eiland. In 1931 verhuurde hij het eiland aan de Mount Vernon Club. Rat Island werd later nog steeds onder Parmentiers bezit de woonplaats van een aantal schrijvers en artiesten. Zij vertrokken in de jaren 30. Het gebouw dat zich op het eiland bevond, werd in 1938 door een orkaan vernield. Van dat gebouw is momenteel alleen de fundatie nog over. Op 28 juni 1940 werd het eiland te koop aangeboden voor $200, maar het eiland werd niet gekocht. De waarde van het eiland werd geschat op $1300.
Edmund Brennen kocht Rat Island in 1972 van een advocaat uit Brooklyn en gebruikte het eiland onder andere voor opslag van spullen. Later vertrok hij naar Florida en werd het eiland nog steeds in zijn bezit gebruikt door vissers, kajakkers en kampeerders. In 2009 zette Brennen het eiland te koop voor $300.000, maar het kwam niet tot een koop. De waarde van het eiland werd door New York op $426.000 geschat. Op 2 oktober 2011 werd het eiland geveild bij een veiling van meerdere bezittingen van Brennen voor $176.000. De nieuwe eigenaar is afkomstig uit The Bronx en hij gaf aan niet van plan te zijn iets aan het eiland te veranderen.